# Trójcykliczne leki przeciwdepresyjne

Amitryptylina – typowy trójcykliczny lek przeciwdepresyjny

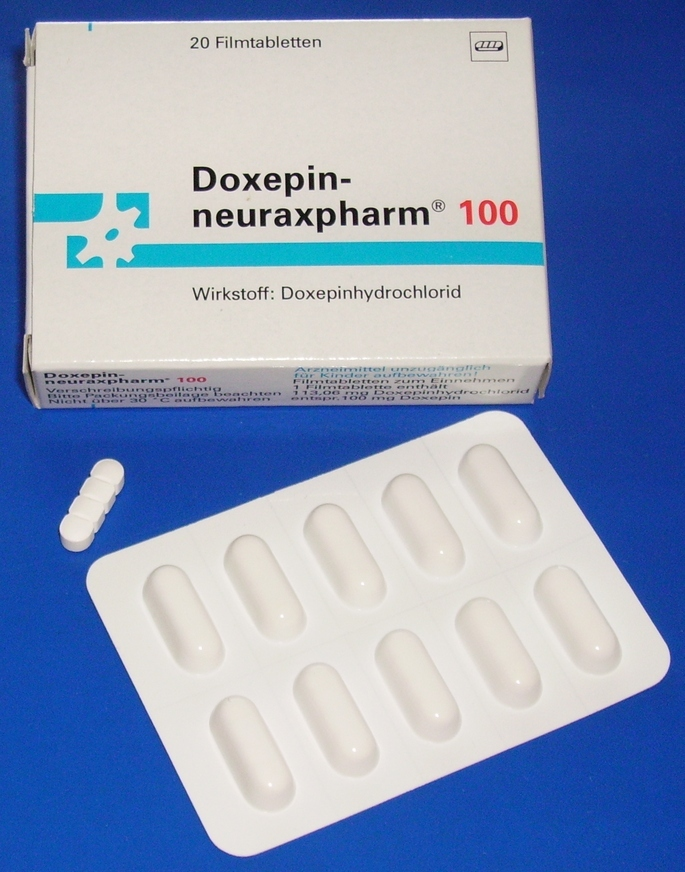
Tabletki zawierające doksepinę

Trójcykliczne leki przeciwdepresyjne, TLPD; leki trójpierścieniowe (ang. tricyclic antidepressants, TCA) – grupa leków psychotropowych o zbliżonej budowie chemicznej (cząsteczka złożona z trzech pierścieni), używanych w leczeniu depresji. Są to głównie pochodne dibenzoazepiny, dibenzodiazepiny, dibenzooksepiny, dibenzotiepiny, dibenzocykloheptadienu i innych. Do lecznictwa wprowadzone zostały w latach pięćdziesiątych XX wieku. Pierwszym lekiem z tej grupy była imipramina.

## Mechanizm działania
Mechanizm działania TLPD nie jest do końca wyjaśniony. Obecnie uważa się, że TLPD blokują wychwyt zwrotny amin biogennych (głównie noradrenaliny, serotoniny). Niektóre z nich hamują też zwrotny wychwyt dopaminy. W ten sposób powodują zwiększenie stężenia tych neuroprzekaźników w szczelinie synaptycznej i tym samym zwiększone pobudzenie układów: noradrenergicznego i serotoninergicznego. Poza tym leki trójpierścieniowe w różnym stopniu oddziałują z receptorami muskarynowymi, serotoninergicznymi (5HT1 i 5HT2) oraz histaminowymi H1.
Efekty działania leczniczego polegające na zniesieniu zahamowania psychoruchowego, występującego w depresji pojawiają się tydzień lub dwa od rozpoczęcia terapii. Pełne działanie przeciwdepresyjne obserwuje się po 3-4 tygodniach. Brak efektu po 6-8 tygodniach od rozpoczęcia terapii powinien skłonić lekarza do zmiany leku.
Niemal wszystkie TLPD wywierają wpływ hamujący na CYP 2D6 (aczkolwiek istnieją istotne różnice w ramach tej grupy).

## Wskazania i zastosowanie
TLPD są używane w leczeniu szeregu zaburzeń psychicznych i neurologicznych. Głównie są to:
- depresja, głównie endogenna. Są podawane w depresjach psychogennych, objawowych, występujących w chorobach somatycznych oraz w depresjach innego pochodzenia.
- dystymia
- zespoły natręctw
- lęk
- nerwice
- moczenie nocne – szczególnie u dzieci
- bezsenność
- bulimia
- pomocniczo w terapii nikotynizmu i innych uzależnień
- pomocniczo w przypadkach neuropatii

TLPD można podawać doustnie lub w zastrzykach. Leczenie rozpoczyna się od małych dawek, które zwiększa się stopniowo w ciągu kilku pierwszych tygodni. U osób starszych stosuje się mniejsze ilości leku. Dawki muszą być dobierane indywidualnie.

## Działania niepożądane
Spowodowane są głównie działaniem cholinolitycznym TLPD:
- suchość w ustach
- zatkany nos
- nieostre widzenie
- zaparcia
- trudności w oddawaniu moczu
- podwyższona temperatura ciała
- zawroty głowy
- działanie kardiotoksyczne
- hipotonia ortostatyczna
- niedociśnienie
- tachykardia.

Mogą wystąpić też zaburzenia świadomości, omamy, niepokój, zaburzenia pamięci. Stosunkowo często występuje senność, zmęczenie, lęki, zaburzenia koncentracji. Często też po zastosowaniu TLPD faza depresyjna w chorobie afektywnej dwubiegunowej zmienia się na fazę maniakalną.
Efekty uboczne są szczególnie nasilone w pierwszych tygodniach leczenia, później stopniowo ustępują.

## Przeciwwskazania
Przeciwwskazania do stosowania trójpierścieniowych leków przeciwdepresyjnych są podobne jak dla cholinolityków i obejmują:
- jaskrę
- rozrost prostaty
- nadciśnienie i inne choroby układu krwionośnego
- zaburzenia rytmu serca.

Inne przeciwwskazania to:
- ciężkie uszkodzenia narządów miąższowych
- zatrucie alkoholem lub innymi środkami psychoaktywnymi (np. barbituranami, benzodiazepinami, opioidami) oraz cholinolitykami.

## Przykłady trójpierścieniowych leków przeciwdepresyjnych
- imipramina
- dezypramina
- klomipramina
- amitryptylina
- nortryptylina
- protryptylina
- doksepina
- dosulepina
- lofepramina
- opipramol
- pipofezyna
- noksyptylina